# Free Austrian Movement
Das Free Austrian Movement (abgekürzt FAM, deutsch: Freie Österreichische Bewegung) war eine während des Zweiten Weltkriegs von Exil-Österreichern in Großbritannien gegründete Organisation. Sie wurde im Dezember 1941 als Dachverband für sämtliche in Großbritannien zuvor bestehende österreichische Exilorganisationen konzipiert und hatte, obwohl von Kommunisten dominiert, etwa bis Sommer 1943 die Rückendeckung aller politischen Gruppierungen – ausgenommen jene der Sozialdemokraten. Die Hauptaufgaben waren bis 1945 die Hilfe für nach Großbritannien gekommene österreichische Flüchtlinge, die Koordination der Arbeit aller gegen den Nationalsozialismus eingestellter Exilorganisationen, die Betreuung bei britischen Truppen kämpfender Österreicher und besonders die Mitarbeit an Propaganda-Radiosendungen der BBC, die bis ins besetzte Österreich ausgestrahlt wurden.

## Vorgeschichte 1939 bis 1941
Bei Kriegsausbruch 1939 wurden viele Exil-Österreicher in Großbritannien als Staatsbürger des Deutschen Reiches als feindliche Ausländer (enemy aliens) betrachtet und ab Mai 1940 teilweise verhaftet und interniert. Dies betraf wegen des damals noch bestehenden deutsch-sowjetischen Nichtangriffspakts vor allem linke Exilanten, während ständestaatliche und monarchistische Gruppen verschont blieben. Aus Angst vor einer deutschen Invasion wurden zahlreiche dieser Inhaftierten nach Übersee verschifft, etwa nach Kanada. Dies änderte sich jedoch, nachdem im Juni 1941 auch der Krieg zwischen Deutschland und der Sowjetunion ausgebrochen und Großbritannien nun mit der Sowjetunion alliiert war. Die internierten Österreicher wurden nun freigelassen, und auch die nach Übersee gebrachten konnten teilweise zurückkommen.
Auch die in verschiedene politische Lager gespaltenen österreichischen Exil-Organisationen näherten sich nun einander an und es entstand der Wille, eine starke repräsentative politische Vertretung der Österreicher in Großbritannien zu gründen. Die Initiative ging dabei von den Kommunisten aus, die eine Art Volksfront aller antifaschistischen Österreicher gründen wollten. Im November 1941 wurde zuerst ein „Co-ordinating Committee of Austrian Women“ gegründet, dem sich elf weitere Organisationen zur „Arbeitsgemeinschaft österreichischer Organisationen – Freie österreichische Bewegung in Großbritannien“ anschlossen. Aus dieser Keimzelle entstand das „Free Austrian Movement“.

## Dezember 1941 bis November 1943
Das „Free Austrian Movement“ wurde am 3. Dezember 1941 in London als Dachorganisation gegründet, Franz West zum Präsidenten gewählt. Zunächst traten elf zuvor schon existierende Exilorganisationen bei. Die wichtigsten davon waren das „Council of Austrians in Great Britain“ (überparteiliches Gremium seit September 1938), die „Austrian League“ (seit 1940 Organisation der Ständestaatler und Monarchisten), das „Young Austria“ (volksfrontähnliche Jugendorganisation), das „Austrian Office“ (oppositionelle Sozialdemokraten, die für ein freies Österreich eintraten) und das „Austrian Centre“ (erste kommunistisch geführte Dachorganisation seit Februar 1939). Vom Austrian Center übernahm man auch dessen Sitz im Londoner Stadtteil Paddington, Westbourne Terrace 124, der über mehr als 70 Angestellte verfügte.

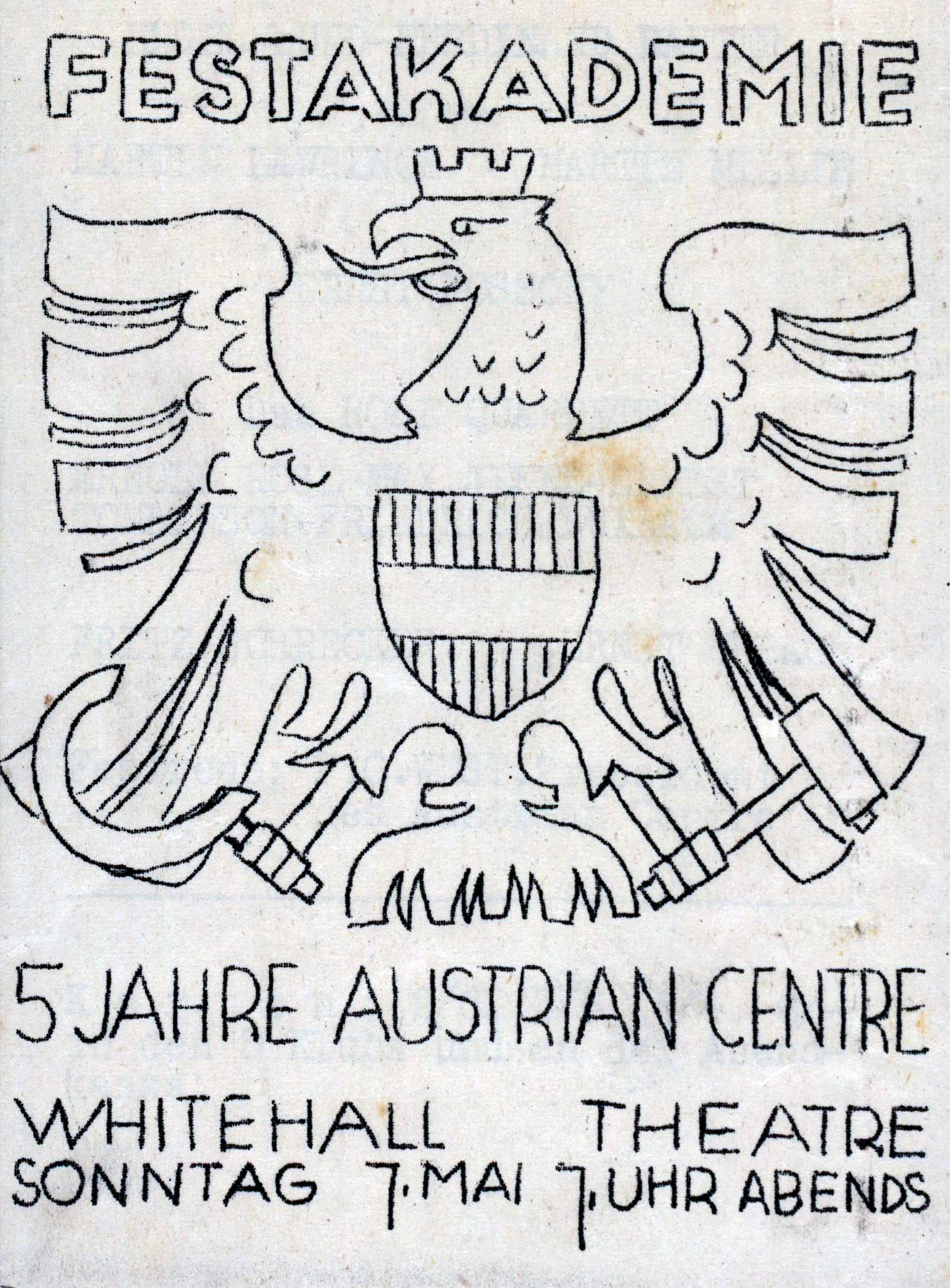
Festakademie aus Anlass des fünfjährigen Bestehens des Austrian Centre, London, 7. Mai 1944

Später kamen 26 weitere Organisationen dazu, die unter anderem auch in anderen Städte, etwa Manchester, Birmingham, Bournemouth, Leeds, Newcastle, Oxford und in Schottland aktiv waren. Die wichtigste Gruppierung, die sich dem Dachverband nicht anschloss, waren bis auf einzelne Personen die im London Bureau of the Austrian Socialists organisierten österreichischen Sozialdemokraten. Diese waren zwar auch antifaschistisch eingestellt, jedoch unterstützten sie zu diesem Zeitpunkt noch nicht die Wiedererrichtung eines Staates Österreich. Ebenfalls fern blieben zahlreiche Juden, die zwar vor 1938 österreichische Staatsbürger waren, sich aber seit den antisemitischen Ausschreitungen nach dem Anschluss vom Österreichpatriotismus abgewandt und dem Zionismus zugewandt hatten. Dennoch waren vor allem unter den österreichischen Kommunisten in Großbritannien zahlreiche Juden.
Am 24. Jänner 1942 fand in der Porchester Hall in London die erste Großveranstaltung des „Free Austrian Movement“ statt, an der 1500 Exil-Österreicher teilnahmen und ihre Bereitschaft bekunden Großbritannien im Krieg gegen Hitler-Deutschland zu unterstützen. Eine der Forderungen war die Aufstellung einer „Austrian Legion“ (nicht zu verwechseln mit der bis 1938 existierenden Österreichische Legion von Exil-Nationalsozialisten), eine Idee, die jedoch von der britischen Regierung nur zögerlich aufgenommen wurde und bis Kriegsende nicht in die Tat umgesetzt werden sollte. Stattdessen traten zahlreiche Österreicher in die britischen Streitkräfte ein. Ab Beginn 1942 warb die FAM auch aktiv für die Arbeit von Österreichern in der britischen Kriegswirtschaft. Einige Hundert Facharbeiter und 300 österreichische Techniker, Chemiker und Forscher arbeiteten bereits in der Rüstungsindustrie. Daneben arbeiteten 150 österreichische Ärzte und 400 Krankenschwestern für die Briten. Am 18. Februar übergab eine Delegation des Austrian Office einen aus Spendengeldern finanzierten Rettungswagen an Winston Churchill, der bei dieser Gelegenheit Österreich erstmals als „erstes Opfer der Nazi-Aggression“ bezeichnete.
Daneben wurden in England zahlreiche Kulturveranstaltungen organisiert. Exiltheater inszenierten Stücke von Nestroy, Lessing und János Békessy und das Rosé-Quartett spielte in der Wigmore Hall. Im Sommer 1942 organisierte das Austrian Centre eine Kampagne zur freiwilligen Sonntagsarbeit bei der Ernte in der Landwirtschaft, ein Heim für jugendliche Rüstungsarbeiter (War Workers Hostel) wurde eröffnet, daneben eine Urlauberunterkunft in der 132 Westbourne Terrace für österreichische Soldaten in der britischen Armee, sowie ein österreichischer Kindergarten (Austrian Day Nursery). Im September 1942 stellte die zweite „War Effort Conference“ des „Free Austrian Movement“ fest, dass 360 Österreicher als Ärzte in Großbritannien arbeiten, 4000 bis 5000 in der Rüstungsindustrie, 2000 bis 3000 in der Landwirtschaft, 1500 Österreicher waren im Pioneer Corps der britischen Armee und 300 bis 400 Österreicherinnen im Auxiliary Territorial Service.
Nach der alliierten Invasion in Nordafrika stießen im November 1942 zahlreiche Österreicher zum Austrian Centre, die aus Konzentrationslagern der französischen Vichy-Regierung in Marokko und Algerien befreit wurden. Darunter sind viele ehemalige Spanienkämpfer. Damit traten erstmals kampferprobte Österreicher in das Pioneer Corps der britischen Armee ein. Am 22. April 1943 beschloss das britische Parlament die Zulassung von Flüchtlingen in alle Waffengattungen, was zu einer neuen Rekrutierungswelle führt. Die Zahl der Österreicher in britischer Uniform steigt auf 3000.
Innerhalb des „Free Austrian Movement“ kam es 1943 jedoch zu Konflikten, auf Grund der organisatorischen Dominanz von Kommunisten in diesem Dachverband. Im Juli 1943 trat die Gruppe oppositioneller Sozialdemokraten um Heinrich Allina (Austrian Office und League of Austrian Socialdemocrats in Great Britain) aus dem Dachverband aus, ebenso die bürgerliche „Austrian Democratic Union“ um Friedrich Otto Hertz und Emil Müller-Sturmheim. Im August 1943 folgte die monarchistische „Austrian League“.

## Von der Moskauer Deklaration bis zum Kriegsende
Am 1. November 1943 wurde die Moskauer Deklaration veröffentlicht, in der die Außenminister Großbritanniens, der USA und der Sowjetunion den Anschluss Österreichs für ungültig erklärten und sich von nun an für die Wiederherstellung eines Staates Österreich einsetzten. Daraufhin änderten auch die österreichischen Exil-Sozialisten ihre Position und traten nun wie zuvor schon Ständestaatler, Monarchisten und Kommunisten für ein freies Österreich ein. Dazu gründeten sie noch im November 1943 das „Austrian Representative Committee“, in das alle Exil-Organisationen in Großbritannien Delegierte entsenden sollten. Damit war parallel zum „Free Austrian Movement“ ein neuer Dachverband geschaffen worden, der anstrebte, als offizielle Vertretung Österreichs vor den britischen Behörden anerkannt zu werden. Auch für die Kommunisten waren zwei Sitze vorgesehen, die jedoch frei blieben, da diese sich der neuen Organisation nicht anschlossen.
Die kommunistisch dominierten Exil-Organisationen Austrian Centre und der Jugendverband Young Austria sowie der Rest der Dachorganisation des Free Austrian Movement blieben dieser Initiative fern und betrachteten sich selbst als legitime Vertreter Exil-Österreichs. Auf Grund der personellen Stärke und der Rückendeckung aus Moskau gründete man im 11. März 1944, dem sechsten Jahrestag des Anschlusses, sogar einen Weltverband aller österreichischer Exil-Organisationen, das Free Austrian World Movement, das mit gleichgesinnten Organisationen von Argentinien (Austria Libre), Mexiko (Acción Republicana Austriaca en México) bis Palästina (Free Austrian Movement in Palestine), Britisch-Indien und Australien in Verbindung stand. Deutsche kommunistische oder linke Exilanten sammelten sich zur selben Zeit in der Bewegung Freies Deutschland. Um Namensgleichheiten zu verhindern, nannte sich die Gruppierung in Großbritannien von nun an „Free Austrian Movement in Great Britain“. Die britische Abteilung war dabei weltweit die mitgliederstärkste österreichische Exilorganisation (7.000) und dominierte den Verband, auch weil die Teilorganisationen in Übersee, mit 1945 25.000 Mitgliedern, wenig Kontakt nach Europa herstellen konnte.
In Großbritannien setzte das FAM seine Arbeit bis Kriegsende fort. Es organisierte zahlreiche Kulturveranstaltungen wie Theaterstücke und Revuen vor britischem Publikum, es publizierte zahlreiche Zeitschriften (die Hauptorgane waren: Free Austrian Movement in Great Britain und Austrian News von 1942 bis 1946, Studienmaterialien der Kommission für den Wiederaufbau der österreichischen Wirtschaft 1944, Österreichspiegel 1945, Austrian Centre. Glasgow 1945 etc.). Daneben betrieb es einen eigenen Verlag (Free Austrian Books), in dem über 40 Publikationen erschienen. Mitglieder des Free Austrian Movements waren auch maßgeblich an der Gestaltung österreichischer Radiosendungen der BBC beteiligt, die in den Kriegsjahren bis ins besetzte Österreich ausgestrahlt wurden, etwa die FAM Message des Soziologen Hans Winterberg.